# Sasha Cohen
Alexandra Pauline "Sasha" Cohen (Los Angeles, Califórnia, 26 de outubro de 1984) é uma ex-patinadora artística americana. Ela conquistou uma medalha de prata olímpica em 2006, e conquistou duas medalhas de prata e uma de bronze em campeonatos mundiais, além de ter sido campeã da Final do Grand Prix em 2003 e campeã nacional em 2006.

## Vida pessoal
Cohen nasceu em Los Angeles, Califórnia. Seu apelido de "Sasha" é um apelido russo para "Alexandra". Sua mãe Galina (nascida Feldman) é uma imigrante judia vinda da Ucrânia e uma ex-bailarina; seu pai Roger Cohen, é um consultor de negócios e advogado junto a Dorsey & Whitney LLP. Sasha se formou na Futures High School em Mission Viejo, Califórnia em 2002.
Em 2005, ela publicou sua autobiografia, "Fire on Ice". A autobiografia foi republicada em 2006 sendo adicionada uma nova seção incluindo os resultados da temporada 2006.

## Carreira de patinadora

### Início da carreira
Sasha começou a praticar ginástica desde muito cedo, porém aos sete anos migrou para a  a patinação artística, apesar de ter começado a levar o esporte a sério apenas com onze anod de idade.
Cohen ganhou notoriedade na comunidade da patinação durante o Campeonato dos Estados Unidos de Patinação Artística em 2000, quando ela terminou na primeira posição no programa curto da modalidade feminina sênior, porém não conseguiu manter a liderança e terminou na segunda posição, perdendo a medalha de ouro para Michelle Kwan, e qualificando para o Campeonato Mundial. Porém, devido à sua idade, teve que competir no Campeonato Mundial Júnior, onde terminou sem medalhas na sexta posição.

### 2001–2005: Sênior
Em 2001, Cohen não disputou o campeonato nacional devido uma fratura de estresse nas costas, porém em 2002 conquistou a medalha de prata, o que a levou a conquistar uma vaga na equipe norte-americana nos Jogos Olímpicos de Inverno de 2002 em Salt Lake City.
Nos Jogos Olímpicos ela terminou na quarta posição, atrás de Sarah Hughes, Irina Slutskaya e Michelle Kwan, medalhistas de ouro, prata e bronze respectivamente. No Campeonato Mundial de 2002, disputado em Nagano, ela repetiu a posição de Salt Lake City e terminou na quarta posição.
Cohen decidiu trocar de treinador, de John Nicks para Tatiana Tarasova para temporada 2002–2003. Ela começo vencendo seu primeiro campeonato do Grand Prix ISU, o Skate America, repetindo a medalha de ouro no Trophée Lalique. Ela terminou em segundo na Cup of Russia. Esses três resultados lhe renderam uma vaga na Final do Grand Prix ISU da temporada 2002–2003, na qual ela foi a campeã. No Campeonato dos Estados Unidos ela conquistou a medalha de bronze, e no Campeonato Mundial ela terminou na quarta posição, repetindo o resultado da temporada anterior.

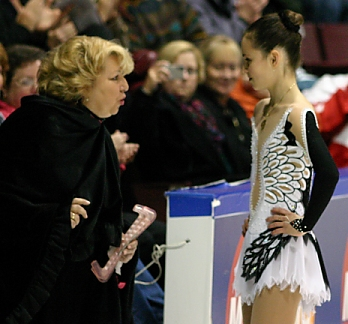
Cohen conversando com Tarasova durante o Skate Canada de 2003.

A temporada 2003-2004 foi a melhor de Cohen, onde conquistou as medalhas de ouro do Skate America de 2003, Skate Canada International de 2003 e do Trophée Lalique de 2003, além de conquistar a medalha de prata na Final do Grand Prix ISU. No meio da temporada ela trocou de treinador, substituindo Tatiana Tarasova por Robin Wagner, e conquistando a medalha de prata no Campeonato dos Estados Unidos de 2004 e no Campeonato Mundial de 2004, sendo este seu primeiro pódio em um campeonato mundial.
Cohen decidiu voltar a treinar com seu primeiro treinador John Nicks para disputar a temporada 2004–2005. Ela se retirou dos eventos do Grand Prix ISU em 2005 devido a uma lesão recorrente nas costas. Ela repetiu os resultados do ano anterior, e conquistou a medalha de prata no Campeonato dos Estados Unidos de 2005 e no Campeonato Mundial de 2005.

### 2006: Temporada olímpica

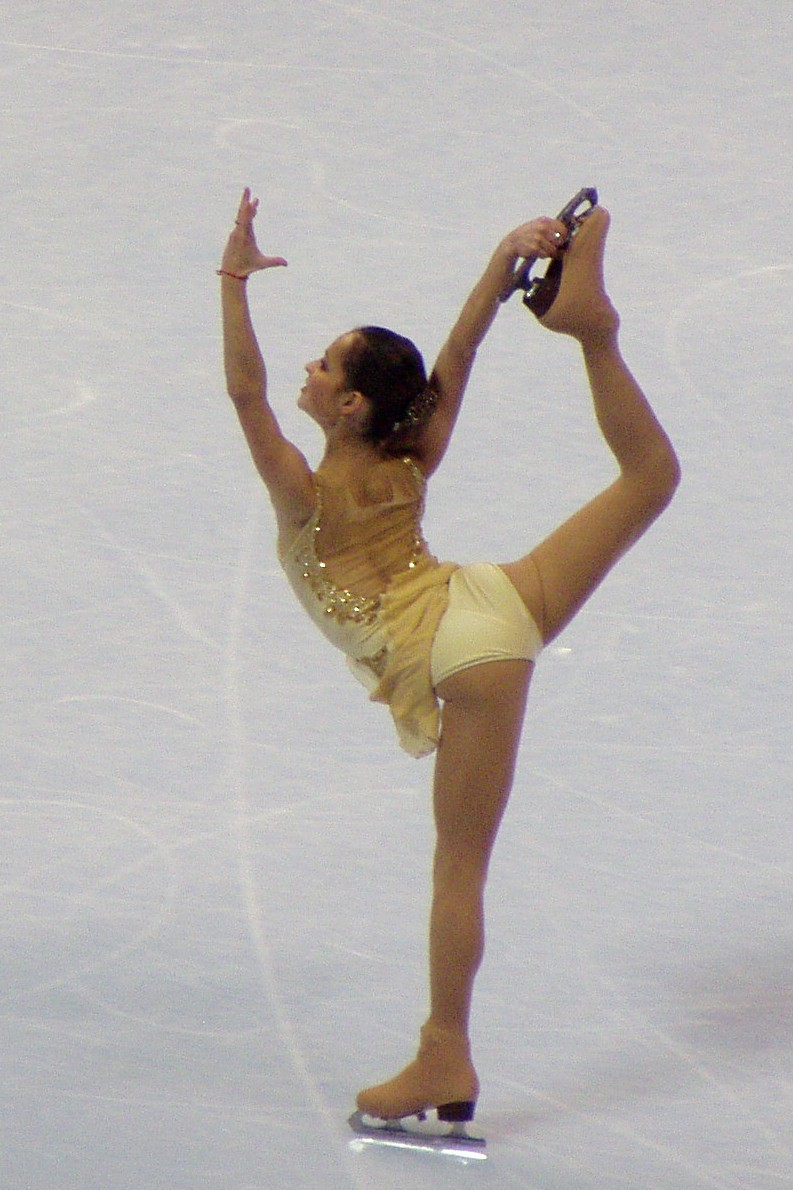
Cohen durante o campeonato nacional de 2006.

Sasha Cohen iniciou a temporada olímpica vencendo o Campbell's International Figure Skating Challenge. Porém logo depois ela desistiu de competir no Skate America devido a uma lesão no quadril. Ela terminou na segunda posição no Trophée Éric Bompard, onde caiu ao tentar fazer um triplo salchow durante o programa livre. Em 2006, ela teve que superar uma gripe para conquistar sua primeira medalha de ouro do Campeonato dos Estados Unidos. Com a vitória ela conquistou automaticamente uma vaga na equipe norte-americana para disputar os Jogos Olímpicos de Inverno de 2006 em Turim.
Nos Jogo Olímpicos, Cohen terminou o programa curto na primeira posição, liderando com 0.03 pontos de vantagem para a russa Irina Slutskaya. No programa livre, Cohen caiu logo em seu primeiro salto, um triplo Lutz, e tocou o chão em seu segundo salto, um triplo flip. Ela completou o resto de seus elementos sem grandes problemas, incluindo cinco triplos, o que a levou a terminar na segunda posição, conquistando a medalha de prata,  sua primeira medalha olímpica. A medalha de ouro ficou com a japonesa Shizuka Arakawa, que terminou 7.98 pontos à frente de Cohen.
No mês seguinte, em Calgary, ela disputou o Campeonato Mundial, onde novamente falhou a tentar fazer o triplo Salchow no programa curto e terminou conquistando a medalha de bronze. A medalha de ouro ficou com a sua compatriota Kimmie Meissner.

### Após os Jogos Olímpicos de 2006

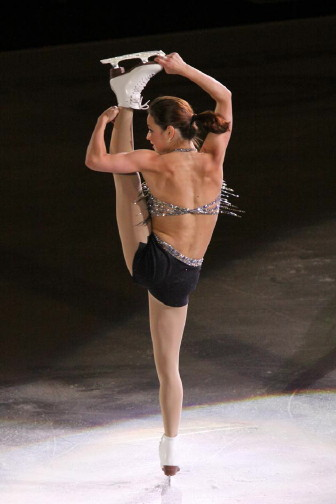
Cohen no Stars on Ice em 2009.

Durante o mês de abril de 2006, Cohen começou na turnê do Champions on Ice, participando da segunda e anual gala "Skating with the Stars, Under the Stars"  no Central Park e realizada no Marshalls U.S. Figure Skating International Showcase. No dia 15 de abril de 2006, Cohen anunciou sua intenção de competir a temporada 2009–2010 e os Jogos Olímpicos de Inverno de 2010 em Vancouver, com o pronunciamento através de seu site oficial: "Vou decidir após o COI Tour quanto a patinação e aos eventos que disputarei na próxima temporada.".
Cohen anunciou que precisava de "um pouco o tempo de descanso das competições", e que ela não iria defender o seu título nacional em 2007. Ela voltou a salientar que seus principais objetivos eram disputar o Campeonato Mundial de 2009 e os Jogos Olímpicos de 2010: "Eu sei que eu quero estar em Vancouver para as Olimpíadas de 2010".
Ela não disputou as temporadas 2006–2007, 2007–2008 e 2008–2009, embora ela não desistisse de disputar os Jogos Olímpicos em 2010, participando apenas de  exibições, incluindo o Rockefeller Christmas Tree lighting e eventos USFSA-approved.

### Retorno às competições
Em 6 de maio de 2009, Cohen anunciou que pretendia fazer seu retorno para disputar os Jogos Olímpicos de 2010. Ela recebeu convites para disputar o Trophée Éric Bompard e o Skate America. Porém Cohen foi forçada a abandonar ambos os eventos devido a uma lesão da panturrilha.
Em janeiro de 2010 ela finalmente voltou a competir depois de quatro anos, no Campeonato dos Estados Unidos em Spokane, Washington. Ela começou o programa com "España Cañí", e patinou com um ótimo desempenho, incluindo o triplo Lutz-duplo toe,  triplo Flip, duplo Axel, juntamente com a sua icônica sequência de espiral e giros conquistando 69.63 pontos colocando-a em segundo lugar, apenas 0.43 pontos atrás da líder Mirai Nagasu. Porém, no programa livre, com a música "Moonlight Sonata", ela cometeu vários erros, como triplo flip aterrissado em ambos os pés. Assim, Cohen terminou em quarto lugar, atrás de Rachael Flatt, Mirai Nagasu e Ashley Wagner, e não sendo selecionada para compor a equipe olímpica dos Estados Unidos, ficando na reserva tantos para os Jogos Olímpicos quanto para o Campeonato Mundial.

## Principais resultados

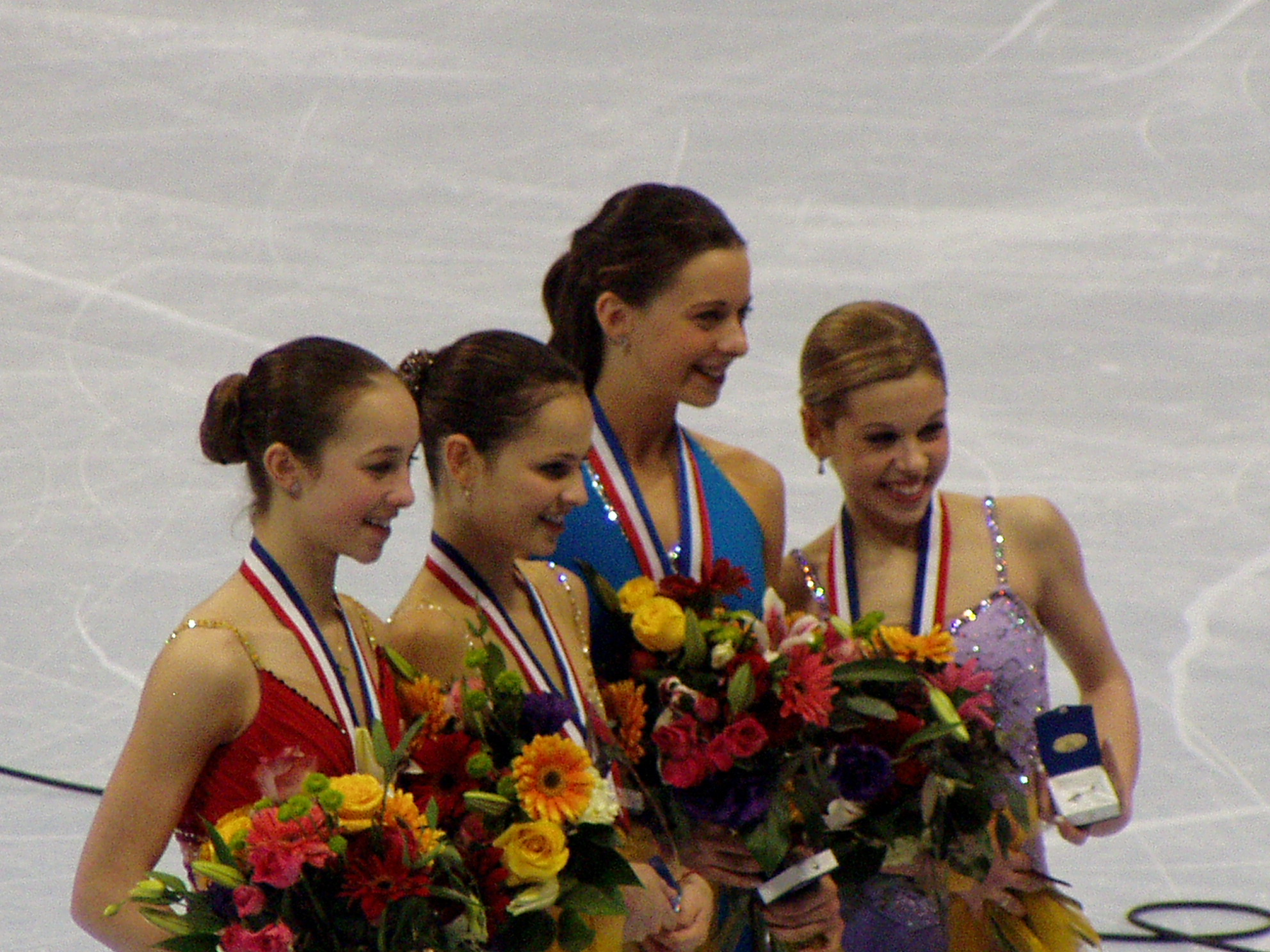
Pódio do Campeonato dos Estados Unidos de 2006, da esquerda para direita: Kimmie Meissner (prata), Sasha Cohen (ouro), Emily Hughes (bronze), e Katy Taylor (peltre).

| Resultados | Resultados    | Resultados       | Resultados       | Resultados    | Resultados        | Resultados        | Resultados       | Resultados       | Resultados        | Resultados    | Resultados        |
| Internacional                                                                                                   | Internacional | Internacional    | Internacional    | Internacional | Internacional     | Internacional     | Internacional    | Internacional    | Internacional     | Internacional | Internacional     |
| Evento | 1997– 1998    | 1998– 1999       | 1999– 2000       | 2000– 2001    | 2001– 2002        | 2002– 2003        | 2003– 2004       | 2004– 2005       | 2005– 2006        |               | 2009– 2010        |
| --- | ------------- | ---------------- | ---------------- | ------------- | ----------------- | ----------------- | ---------------- | ---------------- | ----------------- | ------------- | ----------------- |
| Jogos Olímpicos                                                                                                 |               |                  |                  |               | 4.ª               |                   |                  |                  | Medalha de prata  |               |                   |
| Campeonato Mundial                                                                                              |               |                  |                  |               | 4.ª               | 4.ª               | Medalha de prata | Medalha de prata | Medalha de bronze |               |                   |
| GP Grand Prix Final                                                                                             |               |                  |                  |               |                   | Medalha de ouro   | Medalha de prata |                  |                   |               |                   |
| GP Cup of Russia                                                                                                |               |                  |                  | 4.ª           |                   | Medalha de prata  |                  |                  |                   |               |                   |
| GP Skate America                                                                                                |               |                  |                  |               | 5.ª               |                   | Medalha de ouro  |                  |                   | WD            |                   |
| GP Skate Canada International                                                                                   |               |                  |                  |               |                   | Medalha de ouro   | Medalha de ouro  |                  |                   |               |                   |
| GP Sparkassen Cup on Ice                                                                                        |               |                  |                  | 5.ª           |                   |                   |                  |                  |                   |               |                   |
| GP Trophée Éric Bompard                                                                                         |               |                  |                  |               | Medalha de bronze | Medalha de ouro   | Medalha de ouro  |                  | Medalha de prata  | WD            |                   |
| Finlandia Trophy                                                                                                |               |                  |                  |               | Medalha de ouro   |                   |                  |                  |                   |               |                   |
| Internacional – Júnior                                                                                          |               |                  |                  |               |                   |                   |                  |                  |                   |               |                   |
| Campeonato Mundial Júnior                                                                                       |               |                  | 6.ª              |               |                   |                   |                  |                  |                   |               |                   |
| JGP JGP Suécia                                                                                                  |               |                  | Medalha de ouro  |               |                   |                   |                  |                  |                   |               |                   |
| Gardena Spring Trophy                                                                                           |               | Medalha de ouro  |                  |               |                   |                   |                  |                  |                   |               |                   |
| Nacional |               |                  |                  |               |                   |                   |                  |                  |                   |               |                   |
| Campeonato dos Estados Unidos                                                                                   |               |                  | Medalha de prata | WD            | Medalha de prata  | Medalha de bronze | Medalha de prata | Medalha de prata | Medalha de ouro   |               | Medalha de peltre |
| Campeonato dos Estados Unidos – Júnior                                                                          |               | Medalha de prata |                  |               |                   |                   |                  |                  |                   |               |                   |
| Campeonato dos Estados Unidos – Noviço                                                                          | 6.ª           |                  |                  |               |                   |                   |                  |                  |                   |               |                   |
| |               |                  |                  |               |                   |                   |                  |                  |                   |               |                   |
| Legenda: GP = Grand Prix; JGP = Grand Prix Júnior; WD = Abandonou; Competição não foi disputada nesta temporada |               |                  |                  |               |                   |                   |                  |                  |                   |               |                   |